# Maksymilian II Emanuel
Maksymilian II Emanuel Wittelsbach (ur. 11 lipca 1662 w Monachium zm. 26 lutego 1726, tamże) – elektor Bawarii w latach 1679–1726.

## Życiorys
Syn elektora Bawarii, Ferdynanda Marii i księżniczki sabaudzkiej, Adelajdy Henryki. Jego dziadkami byli: elektor Bawarii Maksymilian I i arcyksiężniczka austriacka Maria Anna Habsburg oraz Wiktor Amadeusz I, książę Sabaudii i Krystyna Maria Burbon, księżniczka francuska.
Maksymilian II, początkowo przyjazny Habsburgom (walczył po ich stronie z Turkami i pełnił funkcję Namiestnika Niderlandów Habsburskich), zmienił front, gdy rozgorzała na dobre wojna o sukcesję hiszpańską. Maksymilian zaczął wówczas rozwijać projekt zastąpienia Habsburgów na cesarskim tronie. W tym celu sprzymierzył się z Francją.
Walcząc u boku Francuzów, nieraz dowiódł swych umiejętności dowódcy. Bitwa pod Blenheim (1704) pozbawiła go jednak szans na zwycięstwo. Elektorat zajęły wojska koalicji antyfrancuskiej. Elektor musiał schronić się w Wersalu. Dopiero pokój utrechcki zwrócił mu jego kraj.

## Żony i potomstwo
- 15 lipca 1685 roku w Wiedniu poślubił arcyksiężniczkę austriacką Marię Antoninę Habsburg, córkę cesarza Leopolda I i jego pierwszej żony Małgorzaty Teresy Habsburg, ich dzieci to:
  - Leopold Ferdynand (1689–1689),
  - Antoni (1690),
  - Józef Ferdynand Leopold (1692–1699) – książę bawarski, książę Asturii

- W marcu 1693 roku zaręczył się z księżniczką Leopoldyną Eleonora Wittelsbach (1679–1693), córką elektora Palatynatu Reńskiego Filipa Wilhelma Wittelsbacha i Elżbiety Amalii Hessen-Darmstadt. Księżniczka zmarła trzy tygodnie po zaręczynach.

- 2 stycznia 1695 roku poślubił królewnę polską Teresę Kunegundę Sobieską, córkę króla Polski Jana III Sobieskiego i Marii Kazimiery d’Arquien, ich dzieci to:
  - bezimienny – urodzony martwy (1695),
  - Maria Anna (1696–1750) – zakonnica pod imieniem Therese Emanuele de corde Jesu,
  - Karol VII Albrecht (1697–1745) – elektor Bawarii, cesarz rzymski,
  - Filip Moritz (1698–1719),
  - Ferdynand Maria (1699–1738) – generał
  - Klemens August (1700–1761) – elektor i arcybiskup Kolonii
  - Wilhelm (1701–1704),
  - Alojzy Jan (1702–1705),
  - Jan Teodor (1703–1763) – kardynał, biskup Ratyzbony, Fryzyngi
  - Maksymilian Emanuel Tomasz (1704–1709).